# Smażyno
Smażyno (dodatkowa nazwa w j. kaszub. Smażëno) – wieś kaszubska w Polsce położona w województwie pomorskim, w powiecie wejherowskim, w gminie Linia.
Wieś leży nad rzeką Bolszewką.

## Historia
Najstarsze ślady osadnictwa szacuje się na ok. 1200 r. p.n.e. Pierwsze źródła pisane, uwzględniające wieś pochodzą z 1348 roku. Najstarsza wzmianka o nazwie pochodzi z 1407 r. W 1862 r. powstała parafia ewangelicka. Na pierwszego pastora powołano pochodzącego z Bartoszyc Wilhelma Fischera.  Dawny kościół ewangelicki, obecnie rzymskokatolicki w Parafii św. Antoniego, wybudowany został w 1865 r.
24 czerwca 1864 roku miało miejsce uroczyste otwarcie szkoły w Smażynie w obecności Królewskiego Radcy Krajowego. Działała tu gorzelnia parowa i młyn wodny.
Podczas zaboru pruskiego wieś nosiła nazwę niemiecką Smasin. Podczas okupacji niemieckiej nazwa Smasin w 1942 została przez nazistowskich propagandystów niemieckich (w ramach szerokiej akcji odkaszubiania i odpolszczania nazw niemieckiego lebensraumu) zweryfikowana jako zbyt kaszubska i przemianowana na nowo wymyśloną i bardziej niemiecką – Mühlental.
Wieś królewska w starostwie mirachowskim w województwie pomorskim w II połowie XVI wieku. W latach 1975–1998 miejscowość administracyjnie należała do województwa gdańskiego.
W miejscowości znajduje się jedna z 13 figur szlaku turystycznego „Poczuj kaszubskiego ducha" -  wykonana przez Jana Redźko na podstawie opracowania "Bogowie i duchy naszych przodków. Przyczynek do kaszubskiej mitologii" Aleksandra Labudy rzeźba, przedstawiająca patronkę lasów i żyjących w nich zwierząt, Borową Ciotkę (Bòrowô Cotka) z koszem i kosturem.

## Zabytki
- Kościół z 1864 roku.
- XIX-wieczny dworek szlachecki, obecnie ośrodek terapii uzależnień.